# 拉丰特德圣埃斯特万
拉丰特德圣埃斯特万，是西班牙卡斯蒂利亚-莱昂萨拉曼卡省的一个市镇。 总面积77平方公里，总人口1547人（2001年），人口密度20人/平方公里。